# 沼田誠也
沼田 誠也（ぬまた せいや、1979年 - ）は、日本の男性アニメーター、キャラクターデザイナー。
代々木アニメーション学院卒業。かつてはスタジオ雲雀に所属しており、同社所属時に原画デビューを果たした。以後様々な作品にフリーランスで参加するようになり、一時期はユーフォーテーブル制作作品に多く関わっていた。

## 作風
特徴としては、金田伊功を意識したような動かし方、丸っこく可愛らしい画風などが挙げられる。他にも、勢いを見せるために一連の動きでわざと絵を崩すなどの趣向も凝らしている。ごくまれに演出方面の仕事をすることもある。2010年、『MAG・ネット』では金田の遺伝子を受け継ぐアニメーターとして紹介された。
『ゾイドジェネシス』の二期と三期エンディングアニメでは、少ない枚数で特徴的な動きや絵が表現されている。
『ひぐらしのなく頃に』では同作の第7話「綿流し編 其の参 嘘」から作画監督として参加。以降最終話「罪滅し編 其の伍 リテイク」まで同役職をほぼ毎回連続して手がけ、『ひぐらし』の登場人物達の狂気に歪んだ顔を描いた。

## ペンネーム
スタジオ雲雀に所属していた頃は有明トキオと結城ゆずる、2006年頃の一部参加作品は、矢沼正太（沼田誠也のアナグラムと思われる）というペンネームを使っていた。他にも犬屋タマセ（矢沼正太と同じくアナグラム）、沼田るーじ（参加作品『ゾイドジェネシス』の主人公、「ルージ」から）、沼田屋りん（参加作品『こどものじかん』登場キャラクターの「九重 りん（ここのえ りん）」から）、戌屋タマキ（参加作品『バンブーブレード』登場キャラクターの「川添 珠姫（かわぞえ たまき）」から）、尾待誠也、召成三言（自身の苗字（沼）と名前（誠）をバラバラにした物）といった多数のペンネームを使用する。

## 主な参加作品

### テレビアニメ
- こちら葛飾区亀有公園前派出所 （1996年-2004年、動画・原画）
- 闇の末裔 （2000年、動画）
- シスター・プリンセス （2001年、動画）
- 探偵少年カゲマン （2001年-2002年、動画・OP原画）
- HAPPY★LESSONシリーズ
  - HAPPY★LESSON THE TV （2002年、作画監督・作画監督補佐・キャラクターデザイン補助・原画・OP原画）
  - HAPPY★LESSON ADVANCE （2003年、原画・OP原画）
- わがまま☆フェアリー ミルモでポン! （2002年-2003年、原画）
- プリンセスチュチュ （2002年-2003年、原画）
- スパイラル －推理の絆－ （2002年-2003年、原画）
- MOUSE （2003年、OP原画）※沼田セイヤ名義
- ななか6/17 （2003年、原画）
- ガンパレード・マーチ 〜新たなる行軍歌〜 （2003年、作画監督）
- スクラップド・プリンセス （2003年、演出）
- グリーングリーン （2003年、原画・OP原画）
- GAD GUARD （2003年、原画）
- 忍たま乱太郎 （第11期：2003年-2004年、演出）
- 最遊記RELOAD （2003年-2004年、原画）
- 鋼の錬金術師 （2003年-2004年、原画）
- パンダーゼット （2004年、OP原画）
- 天上天下 （2004年、原画）
- ニニンがシノブ伝 （2004年、原画）
- BLEACH （2004年-2012年、原画）※第140話は犬屋タマセ名義
- 舞-HiME （2004年-2005年、原画）
- UG☆アルティメットガール （2005年、演出・作画監督・原画）※第5話作監のみ、ぬまたせいや名義
- ゾイドジェネシス （2005年-2006年、演出・総作画監督・作画監督・作監協力・原画・第2期&第3期ED原画）
- フタコイ オルタナティブ （2005年、演出・作画監督・メカ作画監督・原画・動画チェック・動画・OP原画）
- 絶対少年 （2005年、作画監督）
- 苺ましまろ （2005年、原画・OP原画）
- あかほり外道アワーらぶげ （2005年、原画）
- 交響詩篇エウレカセブン （2005年-2006年、原画）
- Strawberry Panic （2006年、作画監督）
- ひぐらしのなく頃にシリーズ
  - ひぐらしのなく頃に （2006年、総作画監督補・作画監督・作画監督補・原画）
  - ひぐらしのなく頃に解 （2007年、#1原画・OPED原画）
- コヨーテ ラグタイムショー （2006年、原画・漫画デザイン）※原画のみ矢沼正太名義
- くじびき♥アンバランス （2006年、原画）※矢沼正太名義
- ちょこッとSister （2006年、OP原画）※矢沼正太名義
- 009-1 （2006年、原画）※矢沼正太名義
- 乙女はお姉さまに恋してる （2006年、原画）※矢沼正太名義
- 武装錬金 （2006年-2007年、作画監督・原画）※第9話原画のみ、沼田セイヤ名義
- 少年陰陽師 （2006年-2007年、原画）
- 地獄少女シリーズ
  - 地獄少女 二籠 （2006年-2007年、原画）
  - 地獄少女 三鼎 （2008年、OP原画・原画・地獄絵図）
- 天元突破グレンラガン （2007年、原画）
- ハヤテのごとく! （2007年-2008年、#39原画）※尾待誠也名義
- 桃華月憚 （2007年、原画）
- DARKER THAN BLACK -黒の契約者- （2007年、原画）
- おおきく振りかぶって （2007年、原画）
- 怪物王女 （2007年、#24原画）※犬屋タマセ名義
- CODE-Eシリーズ
  - CODE-E （2007年、作画監督・コスチューム設定・原画）
  - Mission-E （2008年、ED絵コンテ・演出・作画監督・原画）
- ご愁傷さま二ノ宮くん （2007年、OP原画）※犬屋タマセ名義
- D.C.II 〜ダ・カーポII〜シリーズ
  - D.C.II 〜ダ・カーポII〜 （2007年、OP原画）※犬屋タマセ名義
  - D.C.II S.S. 〜ダ・カーポII セカンドシーズン〜 （2008年、OP原画）※犬屋タマセ名義
- バンブーブレード （2007年-2008年、#7原画）※戌屋タマキ名義
- しおんの王 （2007年-2008年、キャラクターデザイン・総作画監督・作画監督・原画・動画・OPED作監・原画）
- 神霊狩/GHOST HOUND （2007年-2008年、#22作画監督補佐・第二原画）
- 仮面のメイドガイ （2008年、OP原画、#12原画）
- 絶対可憐チルドレン （2008年-2009年、#1作画監督・OP原画）
- PERSONA -trinity soul- （2008年、#18作画監督・第2期OP原画）
- BLUE DRAGON 天界の七竜 （2008年、原画）
- 乃木坂春香の秘密 （2008年、原画）※召成三言名義
- Yes!プリキュア5GoGo! （2008年-2009年、原画）
- ソウルイーター （2008年-2009年、原画）
- スレイヤーズREVOLUTION （2008年、原画）※召成三言名義
- かんなぎ （2008年、#2作画監督・原画）
- とらドラ! （2009年、#16・#21作画監督・#16・#24原画）
- NEEDLESS （2009年、テクニカルディレクター・デザインワークス・#13絵コンテ・#13演出・#13原画・EDアニメーション）
- とある科学の超電磁砲 （2009年-2010年、#16作画監督）
- HEROMAN （2010年、原画）
- いちばんうしろの大魔王 （2010年、作画監督・原画・ED絵コンテ・ED演出・ED原画）
- 鋼の錬金術師 FULLMETAL ALCHEMIST （2009年-2010年、原画）
- 裏切りは僕の名前を知っている （2010年、原画）
- Angel Beats! （2010年、原画）
- 屍鬼 （2010年、絵コンテ・原画・ED絵コンテ・ED演出）
- 探偵オペラ ミルキィホームズシリーズ
  - 探偵オペラ ミルキィホームズ （2010年、キャラクターデザイン[1]・総作画監督・作画監督・原画・第二原画・OPED作監）
  - 探偵オペラ ミルキィホームズ サマー・スペシャル （2011年、キャラクターデザイン・演出・作画監督・原画・第二原画・動画・ED絵コンテ・ED演出・ED作画監督・ED第二原画）
  - 探偵オペラ ミルキィホームズ 第2幕 （2012年、キャラクターデザイン・総作画監督・OP絵コンテ・OP演出・OPED作監・OP原画）
  - 探偵オペラ ミルキィホームズ Alternative ONE 〜小林オペラと5枚の絵画〜 （2012年、キャラクターデザイン・OP絵コンテ・OP演出・OP作画）
  - 探偵オペラ ミルキィホームズ Alternative TWO 〜小林オペラと虚空の大鴉〜 （2012年、キャラクターデザイン・OP絵コンテ・OP演出・OP作画）
- とある魔術の禁書目録II （2011年、総作画監督・作画監督）
- SKET DANCE （2011年-2012年、ED絵コンテ・ED演出）
- 緋弾のアリア （2011年、総作画監督・作画監督・ED絵コンテ・ED演出・ED原画）
- 快盗天使ツインエンジェル〜キュンキュン☆ときめきパラダイス!!〜 （2011年、OP原画）
- 人類は衰退しました （2012年、キーアニメーター・作画監督・作画監督補・マンガ監修・OP原画）
- さくら荘のペットな彼女 （2012年、原画）
- トータル・イクリプス （2012年、絵コンテ・演出・ED2絵コンテ・ED2演出・設定協力）
- AKB0048 next stage （2013年、OP演出・OP作画）
- 戦姫絶唱シンフォギアG （2013年、総作画監督・作画監督・ED2絵コンテ・ED2演出・ED2原画・ED2作画監督）
- WHITE ALBUM2 （2013年、チーフディレクター・絵コンテ・演出・総作画監督・ED2絵コンテ・ED2演出）
- ニセコイ （2014年、EDディレクター）
- 灼熱の卓球娘（2016年、クリエイティブプロデュース・special thanks）
- CHAOS;CHILD （2017年、OP原画）
- Fate/EXTRA Last Encore （2018年、作画監督・原画）
- マギアレコード 魔法少女まどか☆マギカ外伝 （2020年、作画監督・原画）
- マギアレコード 魔法少女まどか☆マギカ外伝 2nd SEASON -覚醒前夜- （2021年、ED作画協力）

### 劇場アニメ
- 劇場版 NARUTO -ナルト- 大興奮!みかづき島のアニマル騒動だってばよ （2006年、原画）※矢沼正太名義
- 劇場版BLEACH Fade to Black 君の名を呼ぶ （2008年、原画）
- ONE PIECE FILM STRONG WORLD（2009年、作画監督補佐・原画）
- 劇場版 魔法少女まどか☆マギカ [前編] 始まりの物語 （2012年、作画監督協力）
- 劇場版 カードファイト!! ヴァンガード ネオンメサイア（2014年、ライブパート演出）
- 探偵オペラ 逆襲のミルキィホームズ 劇場版（2016年、キャラクターデザイン）

### OVA
- エイケン エイケンヴより愛をこめて （2003年、OP原画）
- HUNTER×HUNTER G・I Final （2004年、作画監督・原画）
- いつだってMyサンタ! （2005年、原画）
- 苺ましまろシリーズ
  - 苺ましまろ （2007年、原画）
  - 苺ましまろ encore （2009年、作画監督・原画・OP原画）
- こどものじかん やすみじかん「〜あなたがわたしにくれたもの〜」 （2007年、OP絵コンテ・演出・作監）※沼田屋りん名義
- ストレイト・ジャケット （2007年、#1原画）※犬屋タマセ名義
- デトロイト・メタル・シティ （2008年、原画）
- 灼眼のシャナS （2010年、#2作画監督）
- かってに改蔵 （2011年、ED絵コンテ・ED演出・ED作画監督）
- ニセコイ （2014年、EDディレクター）
- まじかるすいーと プリズム・ナナ 星空編（2015年、監督・音響監督・編集・脚本・絵コンテ・演出・原画）
- クビキリサイクル 青色サヴァンと戯言遣い （2016年、作画監督・作画監督協力・原画)）

### Webアニメ
- ペンギン娘♥はぁと （2008年、OP原画）
- 悪魔のメムメムちゃん PV （2018年、監督）